# Lakota

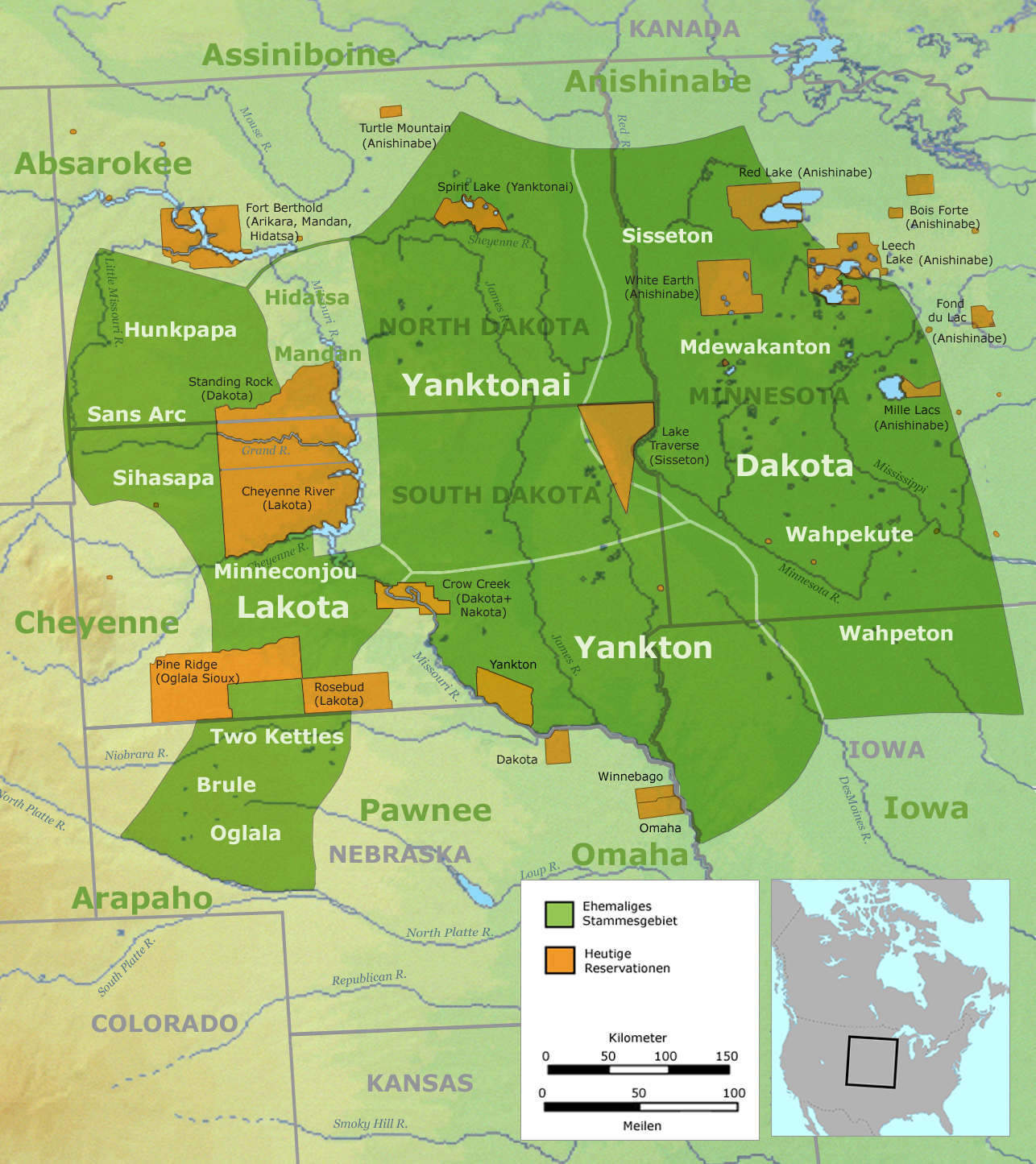
Siouxindianernas bosättningsområde. (Grönt = traditionella territorier. Orange = moderna reservat.)

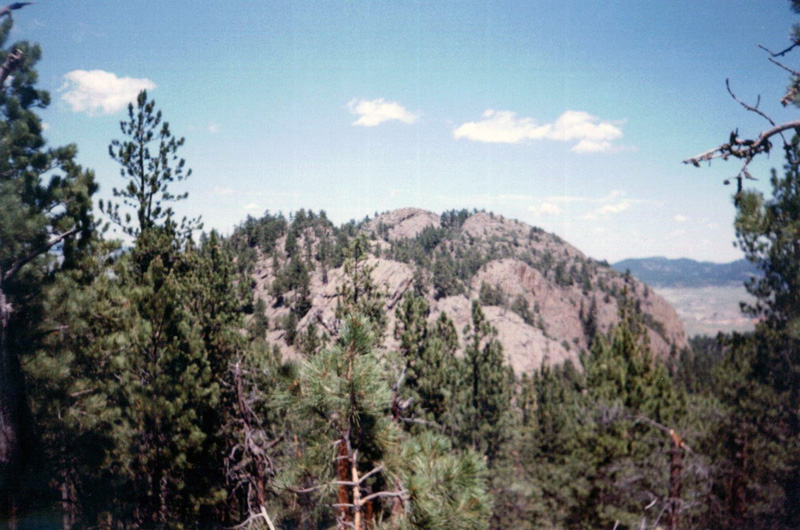
Black Hills, siouxindianernas heliga berg.

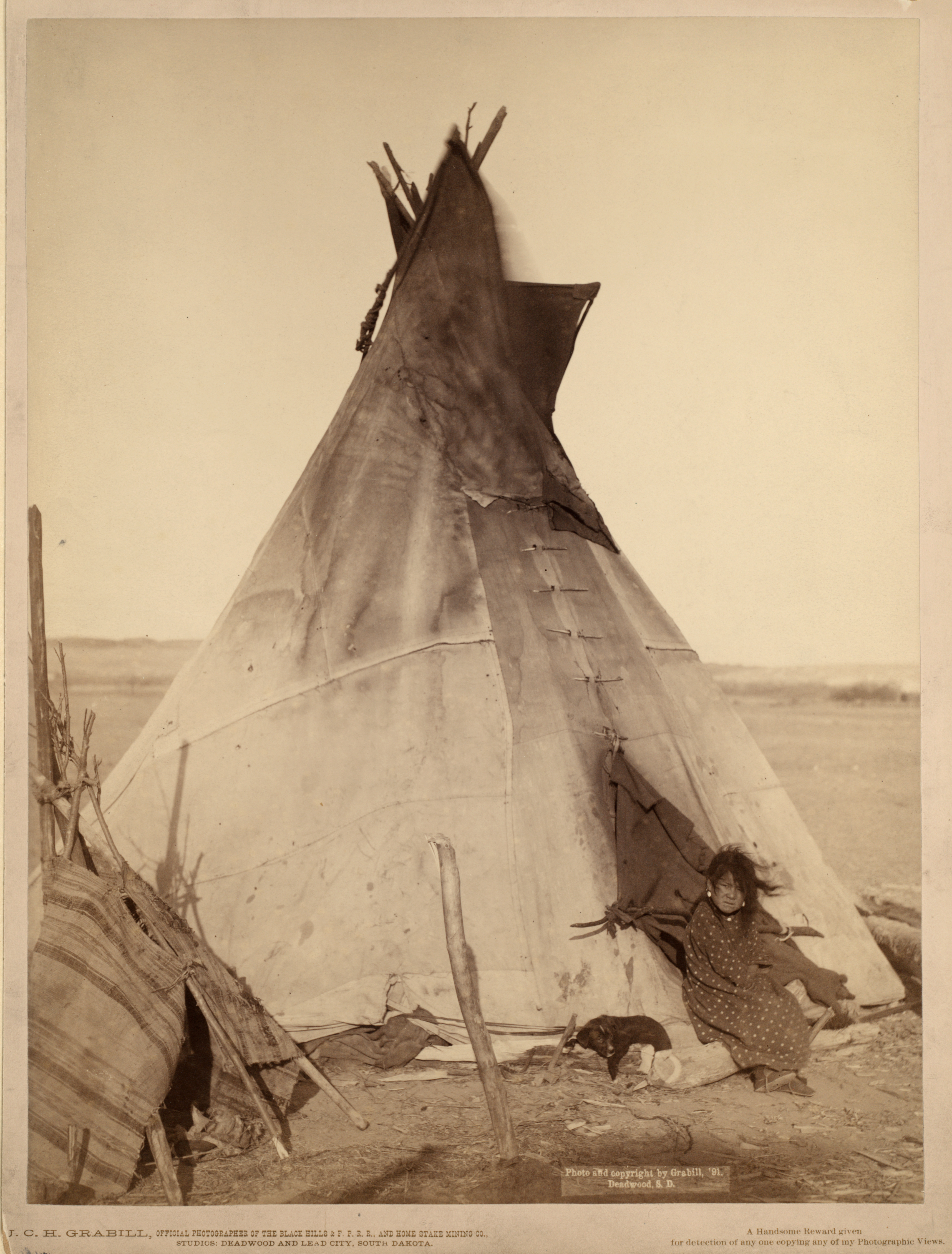
Oglalaflicka framför en tipi 1891.

Lakota (egentligen Lakȟóta)  eller teton (lakota: Thítȟuŋwaŋ) är en prärieindiansk stamgrupp som tillhör siouxindianerna och talar lakota, ett språk inom gruppen siouxspråk. De utgör den västligaste av de tre huvudgrupper i vilka sioux-indianerna på historiska och språkliga grunder brukar indelas. De två andra huvudgrupperna är dakota och nakota. De sju lakota-stammarna brukar också ibland kallas för tetonsiouxer (från lakotaspråkets Thítȟuŋwaŋ: de som bor på prärien). Lakota utgör alltså den del av siouxindianerna som räknas som prärieindianer, det vill säga stammar vilkas kultur vid de vitas ankomst till prärien huvudsakligen kretsade kring två mer eller mindre heliga djur, buffeln och hästen, av vilka den senare naturligtvis var ett långt senare inslag i kulturmönstret än buffeln.
De sju stammar som lakotagruppen brukar indelas i sedan mitten av 1800-talet är:
- Sičháŋǧu eller Brulé (”brända lår”)
- Oglála eller Oglala (”sprider, strör, häller ut sitt eget”)
- Itázipčho eller Sans Arc (”utan pilbågar”)
- Húŋkpapȟa eller Hunkpapa (”bor vid ingången”)
- Mnikȟówožu eller Miniconjou (”odlare vid strömmen”)
- Sihásapa eller Blackfeet (”svarta fötter”)
- Oóhenuŋpa  eller Two Kettles (”två kok”)

## Historia
Lakotas uppdelning på sju stammar är av relativt tidigt datum. Av de ovannämnda uppkom Itazipco, Hunkpapa, Oohenonpa och Sihasapa vid upplösningen av en större sammanslutning, kallad Teton Saone, vilken uppfattades som en ”stam” av USA:s myndigheter ännu vid tiden för Lewis och Clarks expedition 1804–1806; omkring 20 år senare rapporterade resenärer att Saone delats i två stammar. De övriga gruppernas uppkomst kan inte tidfästas men de har möjligen brutit sig ut ur Saone tidigare. Uppdelning på mer eller mindre väldefinierade grupper vilka inte alltid hade lång varaktighet och ofta senare kom att ingå i nya sammanslagningar är ett karakteristiskt fenomen för Nordamerikas indianer och inget unikt för siouxerna som genomgått cykler av sådana splittringar och sammanslagningar under flera hundra år. Den nu gällande uppdelningen på sju lakotastammar är historisk sett minst lika mycket en produkt av klassificerings- och etiketteringsiver hos USA:s 1800-talsmyndigheter som av indianernas egen verksamhet.
Lakota är historiskt och språkligt mycket nära besläktade med de skogslevande västliga dakotaerna i Minnesota. De skildes åt under 1700-talets första hälft då lakotafolket successivt började röra sig västerut mot prärien och bättre jaktmarker väster om Missourifloden. Den utlösande faktorn för den uppdelningen var en serie av oväntade förluster som drabbade siouxernas förenade styrkor i krig mot ojibwastammen 1744–1748 och resulterade i ett beslut att flytta från de traditionella boplatserna till nya. Detta vet man genom siouxernas berättande källor, de s.k. Waniyetu wowapi (vinterräkningar), ett slags årskrönikor som målades på djurhudar och där årtalen kan fastställas genom räkning bakåt från en sentida händelse. Åren beskrivs genom en central händelse, till exempel ”året då 15 pawnee dödades” (1704–1705), ”året då hästar stals från omahastammen (1708–1709), eller ”året då vi såg en vit kvinna” (1791–1792) och så vidare.
Allmänt visar vinterräkningarna att perioden 1700–1763 var fylld av krig mot andra stammar. Motståndare i mer än enstaka krigståg var arikaraer, assiniboiner, hidatsaer och omahaer. I genomsnitt vart tredje år var huvudhändelsen för året en strid mot någon av dessa stammar. Vinterräkningarna är inte alltid helt eniga om när saker och ting har hänt. När det till exempel gäller "den gode vite mannen" som sålde vapen till lakotasiouxerna, anger en vinterräkning att han anlände 1794–1795, en annan att det var 1800–1801. Orsaken är att de bevarade vinterräkningarna är relativt sentida och delvis bygger på muntliga uppgifter från upphovsmannens far och farfar och så vidare.
Förutsättningar att försörja hela stammen på buffeljakt väster om Missourifloden hade skapats genom att lakota förvärvat hästen. De fick tag på sina första hästar redan i slutet av 1600-talet och den första buffeljakten till häst ägde rum 1700–1701. Men ännu vintern 1707–1708 var antalet hästar så litet att ett krigståg mot hidatsastammen företogs till fots på snöskor. Bristen på hästar löstes genom en serie häststöldsräder mot omahaerna 1708–1709, assiniboinerna 1709–1710 och arikaraerna 1712–1714. De sistnämndas område förblev sedan under en lång följd av år det huvudsakliga målet för lakotas organiserade storskaliga häststölder. Mot slutet av 1700-talet hade tiden blivit mogen för de första lakotaenheterna att gå över Missourifloden.
Området på båda sidor om den stora floden som sedermera blev delstaterna North Dakota och South Dakota hade tidigare behärskats av tre stora stammar, arikaraer, hidatsaer och mandaner, men dessa hade försvagats av flera smittkoppsepidemier och efterlämnat ett tomrum som snabbt fylldes av det nu beridna lakotafolket. De första (Oglala) nådde enligt sina egna traditioner omkring 1775 fram till den trakt som de sedan i historieskrivningen kommits att förknippas med: Paha Sapa (Black Hills). Trakten hade tidigare behärskats av först kiowastammen och sedan av de senare ankomna cheyennerna som jagat bort dem. Cheyennerna besegrades enligt lakotafolket självt i sin tur 1786 vid Rawhide Butte i nuvarande Wyoming och tvingades därför lämna över stora områden vid bland annat Paha Sapa till Oglala. 
Denna kronologi för cheyennernas undanträngande bygger dock på en enda källa, en vinterräkning av delvis oklart ursprung. Varken vita resenärers rapporter eller cheyennernas traditioner ger den något stöd. Händelseförloppet är enligt andra källor i sina huvuddrag korrekt men lakotatraditionerna tycks ha tidigarelagt vissa händelser med åtminstone 30 år. Enligt Lewis och Clarks uppgifter från 1804–1806 var det då fortfarande cheyennerna som höll till i Black Hills, medan Oglala fanns kvar vid Missourifloden mellan Cheyenne Rivers mynning och Grand Detour. General Atkinsons rapport från 1825 är den första källan som uttryckligen säger att lakotagrupperingar (tidvis) befinner sig i Black Hills, men rapporten säger också att cheyennerna fortfarande vistas i Black Hills, det vill säga omkring 40 år efter att de enligt lakotatraditionen jagats bort därifrån. Oglala däremot var enligt Atkinson 1825 bosatta vid "Teton River" (Bad River) som är en med Cheyenne River parallell flod närmast söder om den. Cheyenne River i sin tur är sydgräns för Black Hills. Oglala befann sig alltså 1825 i nästan exakt samma position som 20 år tidigare.
De första med säkerhet dokumenterade kontakterna mellan lakotafolk och vita män ägde rum omkring sekelskiftet 1800 och var helt fredliga. Om detta säger en vinterräkning ungefär: ”Det året (1800–1801) kom sju utsvultna vita män till vår by om våren… vi hade hört talas om vita män men inte sett sådana tidigare. På hösten kom flera och en var den vi kallar den Gode vite mannen”. De följande årtiondena anlände alltfler besökare, många för att bedriva handel med indianerna men inte så få för att observera, undersöka och beskriva ”a vanishing way of life”, till exempel Edwin Thompson Denig, Maximilian av Wied, George Catlin, Samuel Parker, och Charles Larpenteur.
Så småningom ökade antalet vita som passerade indianterritoriet och nådde till sist oundvikligen en nivå där intressemotsättningar började aktualiseras. Det stora problemet var att trafiken längs Oregon trail, de vitas huvudled till västkusten, vid mitten av 1840-talet hade nått en sådan omfattning att det började störa den för prärieindianerna livsviktiga bisonjakten. De skygga djuren skrämdes bort av den högljudda trafiken och hade före 1850 helt försvunnit från Black Hills östra sida. Lakota och flera andra stammar började kompensera sig genom att stjäla boskap av vita resenärer. Ibland urartade sådana räder till beväpnade rån och ett antal vita blev dödade, oftast av unga krigare som ville visa sin duglighet. Problemet tillspetsades ytterligare i samband med 1849 års guldrush men redan 1846 sände USA:s regering en permanent truppstyrka under överste S. W. Kearney till Fort Laramie för att beskydda vita resenärer på Oregon trail.
Flera årtionden av någorlunda fredlig samexistens bröts slutgiltigt vid Fort Laramie 17 augusti 1854 då en fullständigt omdömeslös kavalleriofficer provocerade ett anfall från en grupp Sicangu som dödade honom och hans 28 kavallerisoldater, en händelse som gått till historien under namnet Grattanmassakern. Året därpå anföll 700 kavallerister under general William S. Harney som hämnd en lakotaby vid Ash Hollow och dödade omkring 100 indianer, män, kvinnor och barn. Dessa händelser utlöste ett i praktiken permanent krigstillstånd mellan USA och lakota som avslutades först med massakern vid Wounded Knee 1890.
I december 2007 meddelades det amerikanska utrikesdepartementet av en delegation av ledare från lakota, med bland annat Russell Means och Phyllis Young, att lakota ensidigt har sagt upp avtalen med den amerikanska federala myndigheterna. I stället ska lakota själva utfärda pass och körkort, och den som bosätter sig i republiken Lakota - och avsäger sig sitt amerikanska medborgarskap - slipper betala skatt.